# Cytadela (Wyspa Króla Jerzego)
Cytadela – grzbiet górski na Wyspie Króla Jerzego o wysokości dochodzącej do ok. 300 m n.p.m. Rozciąga się na wzdłuż południowych wybrzeży zatoki Goulden Cove (zachodnia część fiordu Ezcurra w Zatoce Admiralicji), między Lodowcem Zalewskiego a brzegiem małej zatoczki Monsimet Cove. Nazwa, nadana przez polską ekspedycję naukową, pochodzi od Cytadeli Warszawskiej. 